# Ambostracon
Ambostracon is een geslacht van kreeftachtigen uit de klasse van de Ostracoda (mosselkreeftjes).

## Soorten
- Ambostracon (Ambostracon) vermillionense Swain, 1967
- Ambostracon (Patagonacythere) elongatum Milhau, 1993 †
- Ambostracon amberii (Carbonnel, 1969) Maybury & Whatley, 1986
- Ambostracon ataxia Whatley, Moguilevsky, Toy, Chadwick, Ramos, 1997
- Ambostracon bertelsae (Sanguinetti, Ornellas & Coimbra, 1991)
- Ambostracon costaforma Whatley & Maybury, 1986 †
- Ambostracon costatelle Hu, 1984 †
- Ambostracon costatum Hazel, 1962 †
- Ambostracon crucicostatum Sanguinetti, Ornellas & Coimbra, 1992 †
- Ambostracon delicatum Whatley & Maybury, 1986 †
- Ambostracon diegoense (Leroy, 1943) Valentine, 1976 †
- Ambostracon europeum Maybury & Whatley, 1986 †
- Ambostracon exmouthensis (Hartmann, 1978)
- Ambostracon flabellicostatum (Brady, 1880) Valicenti, 1977
- Ambostracon fredbrooki Milhau, 1993 †
- Ambostracon granulosum Hu, 1981
- Ambostracon hulingsi McKenzie & Swain, 1967
- Ambostracon ikeyai Yajima, 1978
- Ambostracon keeleri Dingle, 1992
- Ambostracon kitanipponicum Tabuki, 1986 †
- Ambostracon lauca (Skogsberg, 1928)
- Ambostracon levetzovi (Klie, 1940) Dingle, 1992
- Ambostracon metanodulosum Hu, 1984 †
- Ambostracon microreticulatum (Leroy, 1943) Valentine, 1976 †
- Ambostracon nodulosum Hu, 1981 †
- Ambostracon perfectum Maybury & Whatley, 1986 †
- Ambostracon porticula (Capeder, 1902) Ascoli, 1968 †
- Ambostracon pumilum (Brady, 1866) Mckenzie, 1965
- Ambostracon rectum Neil, 1994 †
- Ambostracon tneedsmuirense Brouwers, 1993
- Ambostracon vermillionense Swain, 1967
- Ambostracon yujangi Hu & Tao, 2008